# IC 5203
IC 5203 ist eine Balken-Spiralgalaxie vom Hubble-Typ SBc im Sternbild Tukan am Südsternhimmel. Sie ist schätzungsweise 209 Millionen Lichtjahre von der Milchstraße entfernt.
Das Objekt wurde am 16. Juli 1904 vom US-amerikanischen Astronomen Royal Harwood Frost entdeckt.